# ビル・ブリッジマン
ウィリアム・ブリッジマン、通称ビル・ブリッジマン（William [Bill] Barton Bridgeman、1916年 - 1968年9月29日）はアメリカ合衆国のテストパイロットである。ロケット駆動の実験機、ダグラス D-588-2 スカイロケットで1951年に速度の記録と高高度飛行の記録を樹立した。
アイオワ州に生まれ、カリフォルニア州で育った。海軍飛行学校で操縦を学び1941年に任官し、真珠湾で日本軍の真珠湾攻撃に遭遇している。戦争中は飛行艇や爆撃機のパイロットとして働いた。戦後、ダグラス社のテストパイロットとなり製造された機体の試験飛行を行い、後に実験機のテストパイロットとなった。アメリカ海軍の超音速飛行の研究機がダグラスに発注され、ロケット駆動、後退翼のD-588-2のテストパイロットをビル・ブリッジマンが務めた。初の音速飛行を行ったベル X-1と同じリアクション・モーターズのロケット・エンジンを装備したが、ターボ・ポンプを装備することによって軽量化され、後退翼とされたスカイロケットは1951年8月7日にブリッジマンの操縦でマッハ1.88 (1,992 km/h)の速度記録を達成し、8月15日、高高度飛行記録　24,230mを樹立した。
ジャクリーン・ハザード(Jacqueline Hazard)と共著で回顧録、The Lonely Skyを執筆した。
1968年9月29日、太平洋上にて飛行機事故で死亡。遺体は発見されていない。